# Denis Špoljarić
Denis Špoljarić (ur. 20 sierpnia 1979 w Zagrzebiu) – chorwacki piłkarz ręczny, reprezentant kraju, występuje na pozycji rozgrywającego. W 2004 roku wraz z reprezentacją zdobył złoty medal olimpijski w Atenach.
Obecnie występuje w Bundeslidze, w drużynie Füchse Berlin.

## Osiągnięcia

### klubowe
- 1997, 1998, 1999, 2000, 2001, 2002, 2003, 2004, 2005, 2006, 2008, 2009, 2010: mistrzostwo Chorwacji
- 1997, 1998, 1999, 2000, 2003, 2004, 2005, 2006, 2008, 2009, 2010: puchar Chorwacji
- 2002: mistrzostwo Szwajcarii
- 2007: mistrzostwo Słowenii
- 2007: puchar Słowenii

### reprezentacyjne
- 2003: mistrzostwo Świata (Portugalia)
- 2004: mistrzostwo Olimpijskie (Ateny)
- 2005: wicemistrzostwo Świata (Tunezja)

## Nagrody indywidualne
- 2004: odznaczony nagrodą Franjo Bučara